# 福知山市立美鈴小学校
福知山市立美鈴小学校（ふくちやましりつみすずしょうがっこう）は、かつて京都府福知山市にあった小学校。旧俊明小学校、旧物成小学校を統合し、大江町立美鈴小学校として1977年（昭和52年）に開校し、2006年（平成18年）に大江町が福知山市に編入されて福知山市立となったが、児童数の減少により2021年（令和3年）3月に閉校した。

## 沿革
- 1977年（昭和52年）4月 - 大江町立の学校として開校[1]。
- 2002年（平成14年）11月 - 京都府小学校教育研究会図書館教育研究会が開催される[1]
- 2003年（平成15年）4月 - 読書活動優秀実践校文部科学大臣表彰を受ける[1]
- 2006年（平成18年）1月 - 市町村合併に伴い福知山市立の学校になる[1]
- 2008年（平成20年）4月 - 文部科学省「平成20年・21年度道徳教育実践研究事業」推薦地域の指定を受ける[1]。
- 2009年（平成21年）10月 - 文部科学省「平成20年・21年度道徳教育実践研究事業」研究発表会が開催される[1]。
- 2012年（平成24年）5月 - 100本植樹の事業「美鈴小学校みんなの森」完成[1]。
- 2015年（平成27年）5月 - 毛原の棚田体感ツアーとPTA親の出番との連携が図られる[1]。
- 2021年（令和3年）
  - 3月 - 第44回卒業証書授与式が行われる[1]。
  - 3月28日 - 閉校式が行われる。閉校時の在校生は18人であった[1][3]。

## 開校の経緯
美鈴小学校は高度経済成長期の大江町の児童生徒数の減少対策として、既存の俊明小学校と物成小学校の2校を統合する形で開校した。大江町では1950年（昭和25年）には町内に1,612人の児童生徒がいたが、1966年（昭和41年）には1,000人以下となっており、さらに減少することが懸念されていた。そのため1965年（昭和40年）から小学校統合の議論が始まったが賛否両論あって進展はなかった。しかし1970年（昭和45年）に地域社会の基盤強化等を目的とした「過疎対策処置法」が制定され、過疎地の小学校の統合実施が容易になったのを受け、大江町は1972年（昭和47年）に当時7校2分校あった小学校を順次3校に統合する計画を開始した。美鈴小学校は第二期校として1975年（昭和50年）に着工、1977年（昭和52年）に俊明小学校と物成小学校を統合して開校した。俊明小学校の分校であった北原・橋谷両分校も同時に美鈴小学校に統合された。

## 特徴
この時開設された3小学校は、統合によって拡大した校区の通学困難になる学童のためにスクールバスを運行したが、美鈴小学校も開校時には中型1台と小型2台のスクールバスを運行した。また校区の一部に豪雪地帯があったため、美鈴校には冬季寄宿舎が設置された。

### 学区
福知山市大江町の佛性寺・毛原・北原・内宮・二俣一・二俣二・二俣三・天田内・橋谷・金屋（小字由里垣）・美鈴新の11区が通学区となっていた。

### 近隣の毛原集落との連携

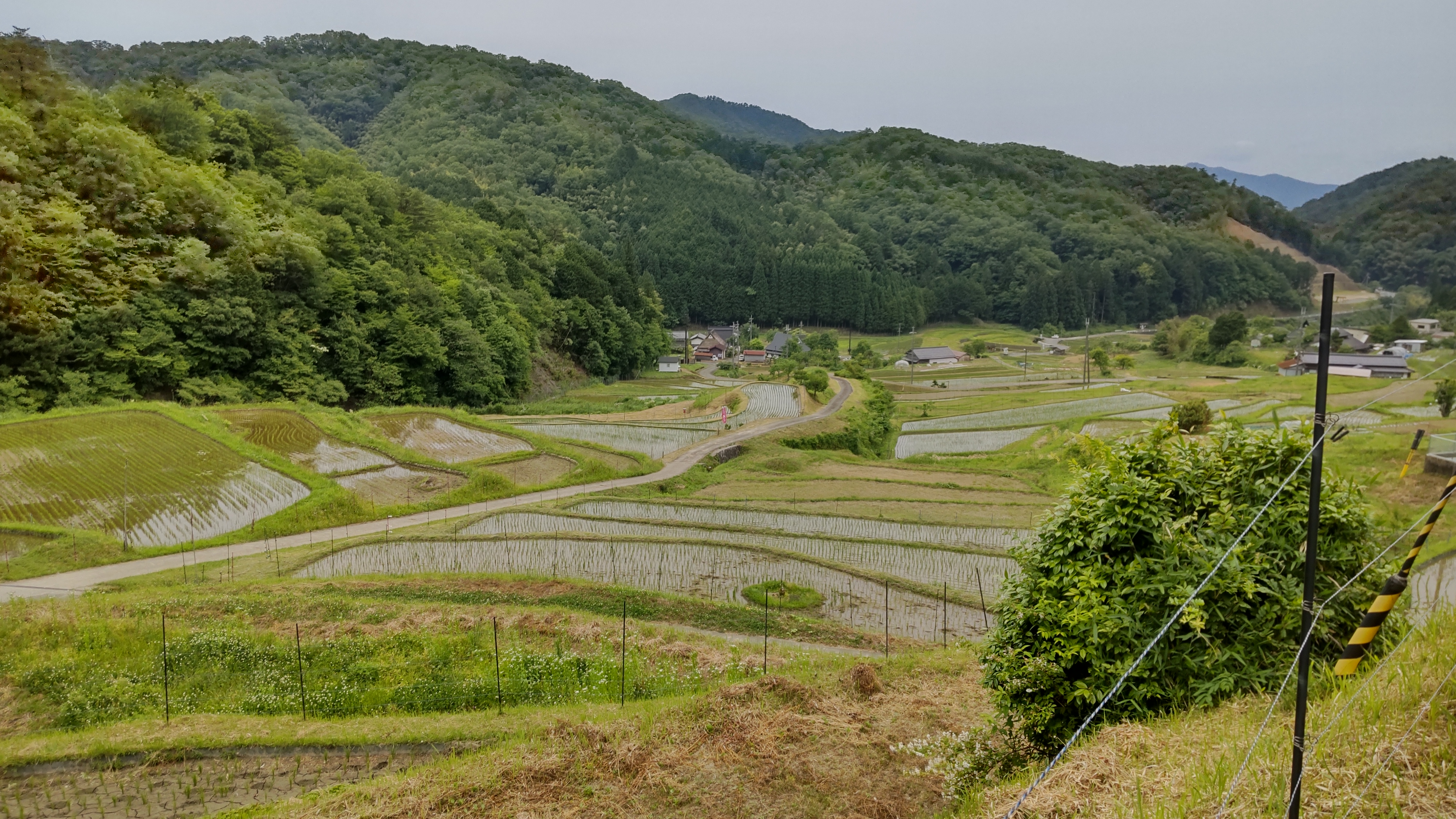
学校区内にあり連携が盛んな毛原集落

学校区にある毛原集落との連携が盛んにおこなわれており、全校児童が毛原の棚田での田植え・稲刈り体験やブルーベリーの摘み取り体験、植樹、ピザ作りなどを地区住民と協同で行っている。

## 閉校
2006年（平成18年）に大江町が福知山市に併合されたため美鈴小学校は福知山市立となったが、複式学級の解消を掲げる福知山市教育委員会のシームレス学園構想のため、2019年（平成31年）3月に旧大江町内の3小学校が大江小学校に統合され、美鈴小学校は閉校した。閉校時の児童数は18人であった。統合された大江小学校は大江中学校との小中一貫教育校「大江学園」になった。この小中一貫教育校は、新校舎の建設が遅れたことにより、当初の予定より1年遅れて2021年（令和3年）4月に開校した。

### 閉校後の活用

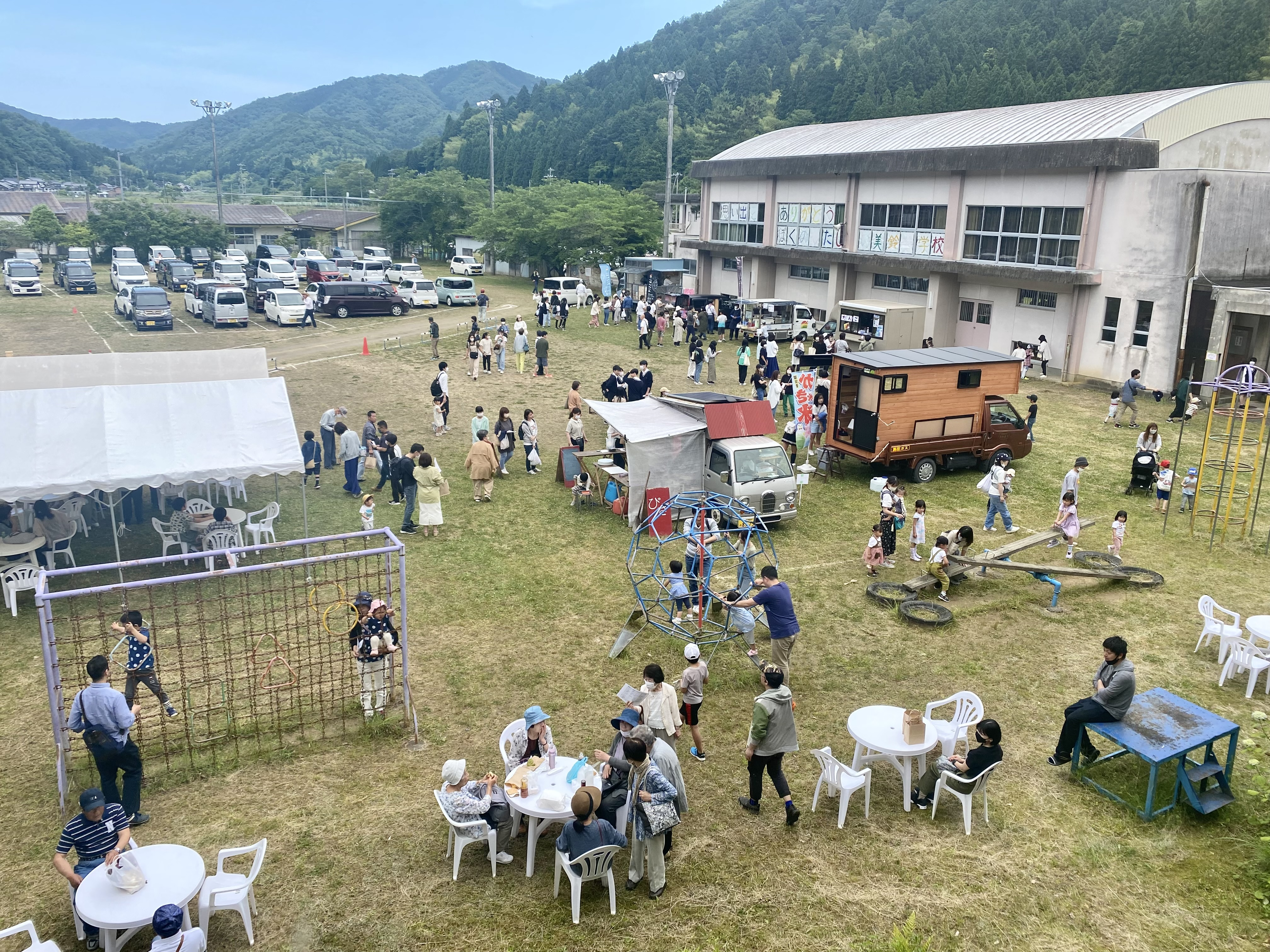
みすずフェスタ（2023年6月4日）

#### 廃校Re活用プロジェクト
福知山市は廃校を活用して新たなビジネスを行えるプロジェクト「廃校Re活用プロジェクト」を実施しており、イチゴ農園THE 610 BASEに転用された旧中六人部小学校や、洋菓子店・足立音衛門のファクトリーとなった旧福知山市立佐賀小学校の例など、7校がすでに各種の企業や法人などにより再生されている。美鈴小学校もそうした廃校活用の候補に挙がっている。

#### みすずフェスタ

##### 第1回
2023年（令和5年）6月3日、4日には少子高齢化が進む、旧美鈴小学校区内の課題を考える仲間を増やそうと、小学校を活用した「みすずフェスタ」（同実行委員会主催）が初開催された。美鈴小学校の前身の旧俊明ならびに旧物成両小学校の行事、河守鉱山で働く人たちの様子など昭和の地元の普段の様子を知ることができる写真展示やコンサートにのど自慢、特産品等の販売、日本代表として世界大会に出場経験がある美鈴小学校卒業生によるモルック体験会が行われた。さらに、地域のこれからを考える「チームみすず」メンバーを当日会場で募った。

## 大江町立俊明小学校
大江町立俊明小学校（おおえちょうりつしゅんめいしょうがっこう）は、かつて、加佐郡大江町にあった学校。1977年に美鈴小学校に統合された学校の一つ。1873年（明治6年）に二俣学校として創立。創立当時は二俣村、天田内村を校区としていた。1878年（明治11年）に俊明小学校、1887年（明治20年）に俊明尋常小学校に改称、1948年（昭和23年）に再び俊明小学校と改称。本校のほかに橋谷・北原の分校があった。